# Liste der Kunstwerke im öffentlichen Raum in Linz-Kaplanhof
Diese Liste der Kunstwerke im öffentlichen Raum in Linz-Kaplanhof enthält die vom Archiv der Stadt Linz gelisteten Kunstwerke im öffentlichen Raum im Stadtteil Kaplanhof.
Denkmäler, profane Skulpturen und Plastiken, sakrale Kleindenkmäler, Brunnen, Gedenktafeln oder Kunst am Bau sind in den Listen angegeben, sofern sie vom Archiv der Stadt Linz als Kunst im öffentlichen Raum (Public Art) verzeichnet und mit einer eindeutigen Identifikationsnummer (ID) ausgestattet sind.

## Kunstwerke
| Foto |                 | Name | Typ                            | Standort                    | Künstler                          | Datierung | Beschreibung | Metadaten |
| ---- | --------------- | --- | ------------------------------ | --------------------------- | --------------------------------- | --------- | --- | --------- |
|      | Datei hochladen | Die Betreuende und die Betreute ID: 1920                                                                     | Kleindenkmal                   | Garnisonstraße 12           | Josef Magnus                      | 1962      | |           |
|      | Datei hochladen | Gedenktafel für Gefallene der Allgemeinen Arbeiter- und Angestelltenkrankenkasse für Oberösterreich ID: 3133 | Antifaschistische Gedenkstätte | Gruberstraße 77             |                                   |           | Gedenktafel für die in den Februarkämpfen vor dem Krankenkassengebäude gefallenen Johann Weiß und Franz Hölzel |           |
| BW   | Datei hochladen | Schifffahrtsgeschichte ID: 1975                                                                              | Kunst am Bau                   | Industriezeile 18 Standort  | Hans Gösta Nagl                   | 1966      | |           |
|      | Datei hochladen | "Damit was bleibt" Gedenkinstallation für die jüdischen Schüler des Khevenhüllergymnasiums ID: 3160          | Antifaschistische Gedenkstätte | Khevenhüllerstraße 1        |                                   |           | In kleinen längsrechteckigen Spiegeln sind die Namen der 83 Schüler und mehrere Zitate von Zeitzeugen zu deren Erfahrungen mit der nationalsozialistischen Verfolgung und Emigration eingraviert. |           |
|      | Datei hochladen | Gedenktafel für im Ersten und Zweiten Weltkrieg gefallene Lehrer und Schüler ID: 3149                        | Gedenktafeln                   | Khevenhüllerstraße 1        |                                   |           | Text: 1914–1918 / Trauer und Ehrfurcht / den Toten der Anstalt / 1939–1945 |           |
| ja   | Datei hochladen | „Klein-Stonehenge“ ID: 2145                                                                                  | Kleindenkmal                   | Krankenhausstraße Standort  |                                   | 2004      | In der Grünanlage vor dem neuen Hauptgebäude des Allgemeinen Krankenhauses der Stadt Linz befindet sich eine Kreisanlage mit neun „Findlingen“ und in der Mitte ein wasserspendender Brunnenstein. Die Anordnung erinnert an Stonehenge oder sonstige keltische Steinkreise, die heute als steinzeitliche Kultplätze oder Plätze mit besonderen „Energiefeldern“ gelten und bis zu 5000 Jahre alt sind. Die Idee zur Anlage geht auf den Pflegedirektor Erich O. Gattner zurück, wie die gesamte Parkanlage wurde der Steinkreis von den Stadtgärten Linz geplant und umgesetzt. |           |
|      | Datei hochladen | Denkmal für die Opfer der NS-Gesundheitspolitik an der ehemaligen Landesfrauenklinik ID: 3156                | Antifaschistische Gedenkstätte | Lederergasse 45             | Elisabeth Kramer                  | 2012      | Teleskopgehäuse auf einem Metallrohr. Beim Blick durch das Okular wird ein Text zur Geschichte der ehemaligen Landesfrauenklinik und den dort während des Nationalsozialismus stattfindenden Zwangsmaßnahmen sichtbar. |           |
| ja   | Datei hochladen | Skulptur „Brücke und Strom“ ID: 3074                                                                         | Kunst am Bau                   | Mühlkreisautobahn Standort  | Helmuth Gsöllpointner             | 1972      | |           |
| BW   | Datei hochladen | Gedenktafel an die im Frauengefängnis Kaplanhof inhaftierten und verstorbenen NS-Gegnerinnen ID: 3188        | Antifaschistische Gedenkstätte | Nietzschestraße 33 Standort |                                   | 2015      | Text: Zur Erinnerung an jene Frauen,/ die als Gegnerinnen des/ Nationalsozialistischen Regimes/ in der Frauengefängnisbaracke/ Kaplanhof inhaftiert waren/ und ums Leben kamen./ Die Stadt Linz |           |
| BW   | Datei hochladen | Feuerwehr Petzoldstraße ID: 2009                                                                             | Kunst am Bau                   | Petzoldstraße 43 Standort   | Rudolf Schüller                   | 1966      | An der Landesfeuerwehrschule befindet sich straßenseitig ein hochformatiges Keramikmosaik (eigentlich bemalte Wandfliesen) von Rudolf Schüller, das dieser in Zusammenarbeit mit der Linz Keramik geschaffen hat. Das Motiv zeigt einen Feuerwehrmann in Atemschutzkleidung bei einem stark rauchenden Brand und einen zweiten, der ein schlafendes Kind rettet. |           |
| ja   | Datei hochladen | „Hochstände“ ID: 2215                                                                                        | Kleindenkmal                   | Posthofstraße Standort      | Stefan Brandtmayr                 | 1990      | |           |
|      | Datei hochladen | Selbstrotation ID: 2217                                                                                      | Kleindenkmal                   | Posthofstraße               | Gerhard Müllner-Bulart            | 1990      | |           |
|      | Datei hochladen | „Raumspirale“ ID: 2216                                                                                       | Kleindenkmal                   | Posthofstraße               |                                   | 1990      | Die Komposition „Raumspirale“ besteht aus ursprünglich grellgelben Gestängen, die eine sechs Meter hohe „Raumspirale“ mit Emblemen von Stern, Pfeil und Kometenschweif tragen. |           |
| ja   | Datei hochladen | Himmelsleiter ID: 2218                                                                                       | Kleindenkmal                   | Posthofstraße 43 Standort   | Gert Thaler                       | 1990      | |           |
| ja   | Datei hochladen | Raummodell ID: 2214                                                                                          | Kleindenkmal                   | Posthofstraße 43 Standort   | Kristian Fenzl                    | 1990      | Zwischen altem und neuem Posthof hängt ein an Trossen in den Lüften „schwebendes“ Raummodell aus Kugel und eingeschriebenem Würfel. |           |
|      | Datei hochladen | Brunnenfigur ID: 3078                                                                                        | Kleindenkmal                   | Prinz-Eugen-Straße 11       | Josef Thorak                      | 1952      | Die Steinfigur steht im Schulgarten der Höhere Bundeslehranstalt für künstlerische Gestaltung Linz. |           |
| ja   | Datei hochladen | Zigarettenschachtel aus Stahl ID: 958                                                                        | Kleindenkmal                   | Untere Donaulände Standort  | Gerhard Knogler, Karl-Heinz Klopf | 1982      | Konische Metallplastik vor dem Gelände der Tabakfabrik |           |